# ماكس هاربر
ماكس هاربر (بالإنجليزية: Bryce Harper)‏ (و. 1992  م) هو لاعب كرة القاعدة، من الولايات المتحدة، ولد في لاس فيغاس، مركز لعبه هو لاعب دفاع ‏.